# Larry Christiansen
Larry Mark Christiansen (* 27. Juni 1956 in Riverside, Kalifornien) ist ein US-amerikanischer Schachspieler.

## Leben
Bei der Juniorenweltmeisterschaft in Tjentište 1975 wurde Christiansen Vize-Weltmeister. 1977 wurde ihm von der FIDE der Großmeistertitel verliehen. Dreimal gewann er die US-Meisterschaft: 1980, 1983 und 2002, ebenfalls dreimal gewann er das US-Open. Zweimal gelang ihm die Qualifikation zum Interzonenturnier, bei dem er 1982 in Moskau 9., 1987 in Szirák 8. wurde. Von 1980 bis 2002 spielte er für die USA bei neun Schacholympiaden. Dabei gewann die US-Mannschaft 1990 die Silber-, 1982, 1984, 1986 und 1996 die Bronzemedaille. An der Mannschaftsweltmeisterschaft nahm Christiansen dreimal teil (1989, 1993, 1997). Die Mannschaft der Vereinigten Staaten gewann den Wettbewerb 1993 und belegte 1997 den zweiten Platz, außerdem erreichte Christiansen bei seinen drei Teilnahmen jeweils das zweitbeste Einzelergebnis an seinem Brett (1989 als erster Reservespieler, 1993 und 1997 jeweils als zweiter Reservespieler).
Im Jahre 1979 gewann er das Traditionsturnier von Linares vor Viktor Kortschnoi. Zwei Jahre später errang er einen (mit Weltmeister Anatoli Karpow) geteilten ersten Platz. Christiansen gewann bedeutende Turniere in Köln 1988, München 1991, Wiesbaden 1994, Reykjavík 1998 und Essen 1999. Von 1987 bis 1997 spielte er auch in der deutschen Schachbundesliga für die SG Porz. Er wurde 1994 und 1996 deutscher Mannschaftsmeister und erzielte in der Saison 1989/90 an Brett 2 ein Ergebnis von 12 Punkten aus 13 Partien. Mit der SG Porz nahm Christiansen außerdem am European Club Cup 1992 teil. In der United States Chess League spielte er von 2005 bis 2011 für Boston Blitz.
Christiansen gilt als taktikbetonter Angriffsspieler. Er veröffentlichte eine Reihe von Schachbüchern und ist ein hochangesehener Kommentator beim Internet Chess Club, wo er in unregelmäßigen Abständen Audiokommentare zu Live-Übertragungen bei internationalen Top-Turnieren liefert. Christiansen ist verheiratet mit Natasha (* 1962), die den Titel eines Candidate Master der Frauen (WCM) trägt.

## Publikationen
- Alekhine’s Defense As White, The Four Pawns Attack. Thinkers’ Press. Davenport, Iowa 1989. ISBN 0-938650-43-2. (mit Robert Raingruber und Manuel Joseph)
- Holländische Verteidigung, Hamburg: Verl. Das Schach-Archiv Rattmann, 1990.
- Erstürmung der Barrikaden. Gambit Publications, London 2002. ISBN 1-901983-82-X.
- Rocking the ramparts: a guide to attacking chess. Batsford, London 2003. ISBN 0-7134-8776-3.